# WordNet
WordNet е лексикална база данни за английски език.
Думите са групирани в синонимни редове, наречени синсети (synsets), които са снабдени с кратки дефиниции и примери за употреба. Системата използва и множество от релации между синонимните редове или отделни техни членове. По тази причина WordNet може да се разглежда като комбинация от различни видове речници – тълковен речник, синонимен речник и други. WordNet може да се ползва от различни потребители (обикновено посредством уеб браузър), но и намира широко приложение в областта на автоматичната обработка на естествените езици и изкуствения интелект.
Базата данни и софтуерът на WordNet се разпространяват безплатно. Лексикографските данни (lexicographer files) и компилаторът (grind) също са свободни за ползване.

## Кратка история
WordNet оригинално е разработен от Лаборатарията за когнитивни науки към под ръководството на професора по психология George Armitage Miller. Проектът започва през 1985, а в последните години се ръководи от Christiane Fellbaum.